# 89 v.Chr.

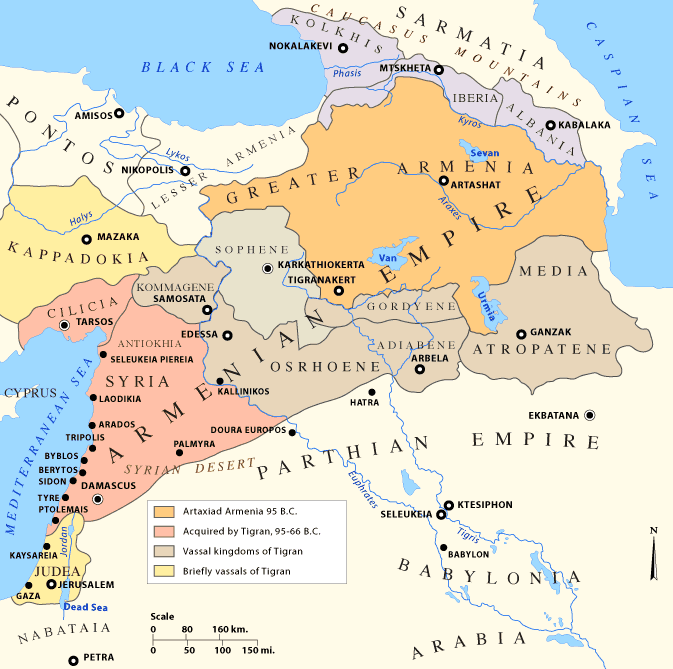
De uitbreiding van het Armeense Rijk onder Tigranes II

Het jaar 89 v.Chr. is een jaartal in de 1e eeuw v.Chr. volgens de christelijke jaartelling.

## Gebeurtenissen

### Italië
- In Rome worden Gnaeus Pompeius Strabo en Lucius Porcius Cato, gekozen tot consul van het Imperium Romanum.
- Quintus Mucius Scaevola wordt door de Senaat benoemd tot pontifex maximus.
- Bondgenotenoorlog:
  - Winter - De Romeinen worden in de Slag bij het Fucinemeer door de Italische rebellen verslagen, Porcius Cato sneuvelt tijdens de veldslag.
  - 30 april - Stabiae wordt verwoest door Sulla.
  - In Noord-Italië verslaat het Romeinse leger (3 legioenen) onder het bevel van Pompeius Strabo, de Italische bondgenoten in de Slag bij Asculum.
- De Senaat verleent in een wetsvoorstel van Pompeius Strabo, de Lex Pompeia, de Italiërs ten noorden van de rivier de Po de status van Latijnse (en dus bevoorrechte) bondgenoten.

### Syrië
- Mithridates II de Grote mengt zich in de burgeroorlog tussen Demetrius III Eucaerus en zijn tweelingbroer Philippus I Philadelphus. De Parthen verslaan het Seleucidenleger van Antiochus X Eusebes.

### Klein-Azië
- Mithridates VI van Pontus valt Bithynië en Cappadocië binnen. Hij komt onvermijdelijk in conflict met Rome, Tigranes II breidt het Armeense Rijk verder uit in het Midden-Oosten.

## Geboren
- Marcus Aemilius Lepidus (~89 v.Chr. - ~13 v.Chr.), Romeins consul en pontifex maximus

## Overleden
- Marcus Aemilius Scaurus (~163 v.Chr. - ~89 v.Chr.), Romeins consul en staatsman (74)